# Cantonul Saint-Félicien
Cantonul Saint-Félicien este un canton din arondismentul Tournon-sur-Rhône, departamentul Ardèche, regiunea Rhône-Alpes, Franța.

## Comune
- Arlebosc
- Bozas
- Colombier-le-Vieux
- Lafarre
- Pailharès
- Saint-Félicien (reședință)
- Saint-Victor
- Vaudevant